# Niedermühle Hirschgrund
Die Niedermühle Hirschgrund, auch Untere Rölligmühle genannt, ist eine historische Wassermühle im Hirschgrund im Ortsteil Schöna der Gemeinde Reinhardtsdorf-Schöna. Die Mühle liegt am Mühlgrundbach etwa 300 m oberhalb von dessen Mündung in die Elbe.

## Geschichte
Die Mühle wurde 1857 als Säge- und Schneidmühle mit zwei Gattersägen zur Holzverarbeitung errichtet, Bauherr war Karl Gottlob Petrich. Der Mühlgrundbach wurde 1869/70 oberhalb der Mühle durch eine etwa 14 Meter breite und etwa 4 Meter hohe Staumauer angestaut, um eine kontinuierliche Wasserversorgung des Wasserrades zu gewährleisten. Die Mühle wurde bis 1964 zuletzt durch Johannes Arthur Röllig betrieben. Die Familie Röllig, auf die auch die Bezeichnung als Untere Rölligmühle zurückgeht, gehört zu den bekannten Müllerfamilien in der Sächsischen Schweiz.
Die unter Denkmalschutz stehende Mühle befindet sich derzeit in einem baufälligen Zustand (Stand 2020). Von den einst 10 im Hirschgrund am Mühlgrundbach bestehenden Wassermühlen ist die Niedermühle das einzige noch original erhaltene Bauwerk einer Holzverarbeitungsanlage.
Beim Hochwasser am 17. Juli 2021 brachen die Stützmauer unterhalb, sowie viele ausgespülte Mauersockel und teilweise eingerissene Stützmauern neben und oberhalb der Mühle und ein Stützpfeiler des Vorbaus an der Nordseite des Gebäudes weg. Außerdem sind die Reste vom unteren, kleineren Wehr weg und das obere, große Wehrbecken ist teilweise beschädigt und enorm mit Geröllmassen zu gesetzt.

## Technik
Das Mühlrad ist mit einem Durchmesser von etwa 8,2 Metern und einer Breite von etwa 80 Zentimetern das größte erhaltene Wasserrad in Sachsen. Es wurde oberschlächtig angetrieben und konnte sowohl vorläufig wie auch – bei vorübergehender Öffnung eines vorgelegenen Zulaufs im Gerinne – rückläufig betrieben werden, ist jedoch kein Kehrrad. Während die Streben des großen Wasserrades aus Lärchenholz bestehen, ist die Nabe aus Eichenholz gefertigt und nimmt eine Vollwelle aus Eisen mit. Die Abteilungen von Zellen des Radkranzes sowie die Kreisbeschlagung sind ebenso aus Eisen und somit ebenfalls dem Rosten ausgesetzt. Als Wellenlager kamen links der Laufseite Speckstein und rechtsseitig Eichenbohle zum Einsatz.
Neben dem Mühlrad sind auch die um 1850 gebaute Gattersäge der Firma Gebrüder Grosse, Mühlenbauanstalt und Maschinenfabrik aus Lohmen erhalten sowie die wesentlichen Teile der mechanischen Transmission, mit der die Wasserkraft für verschiedene weitere Holzverarbeitungsmaschinen verfügbar war, etwa eine Hobelmaschine. Das Hauptgebäude ist in seinen Grundfesten aus handgeschlagenen Sandsteinblöcken aufgebaut, die ohne Quer-, Stoß- oder Lagerfugenfüllmittel auskommen und allein durch ihr Gewicht und Gesamtgefüge stabil gehalten werden.

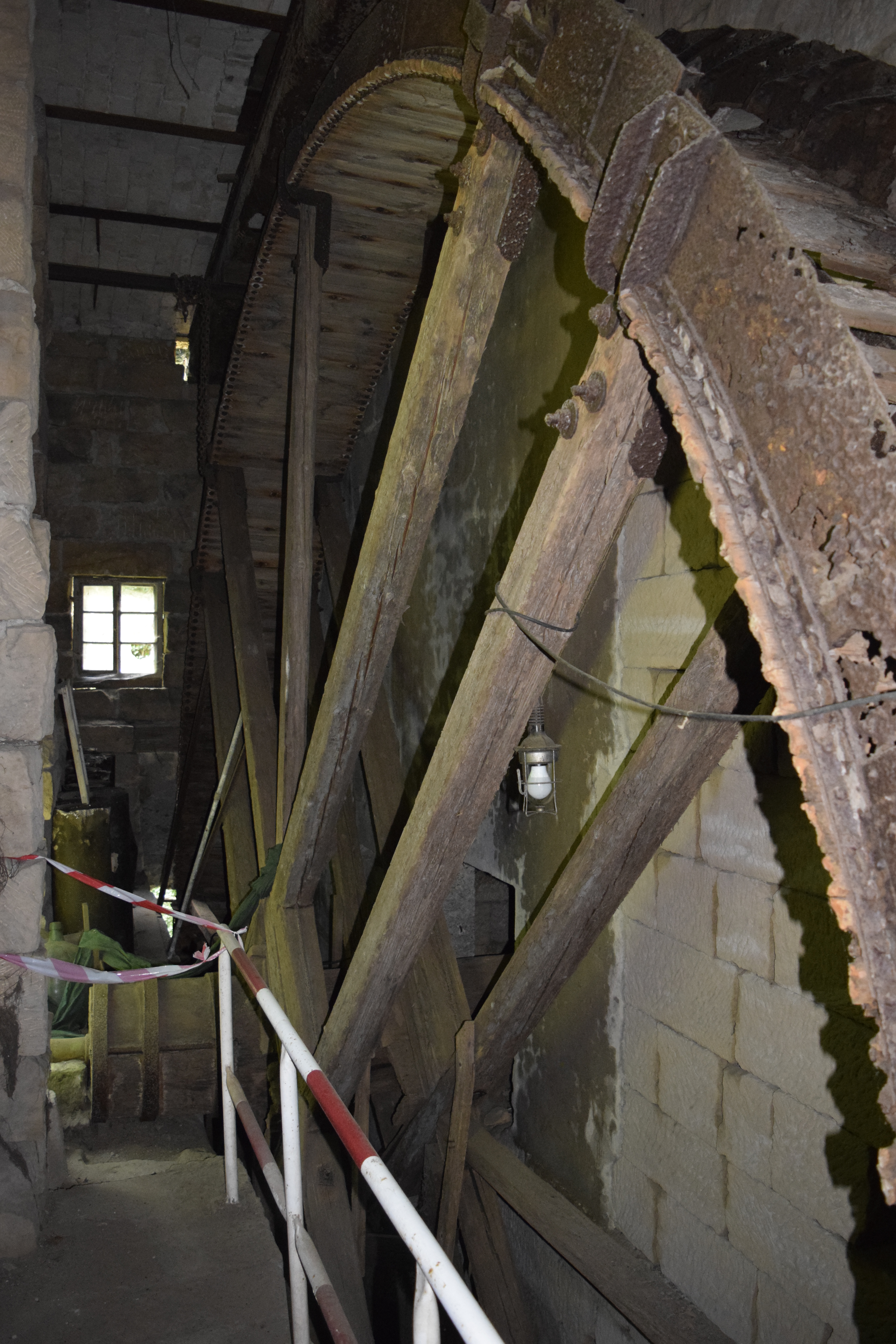
Das große Wassermühlrad
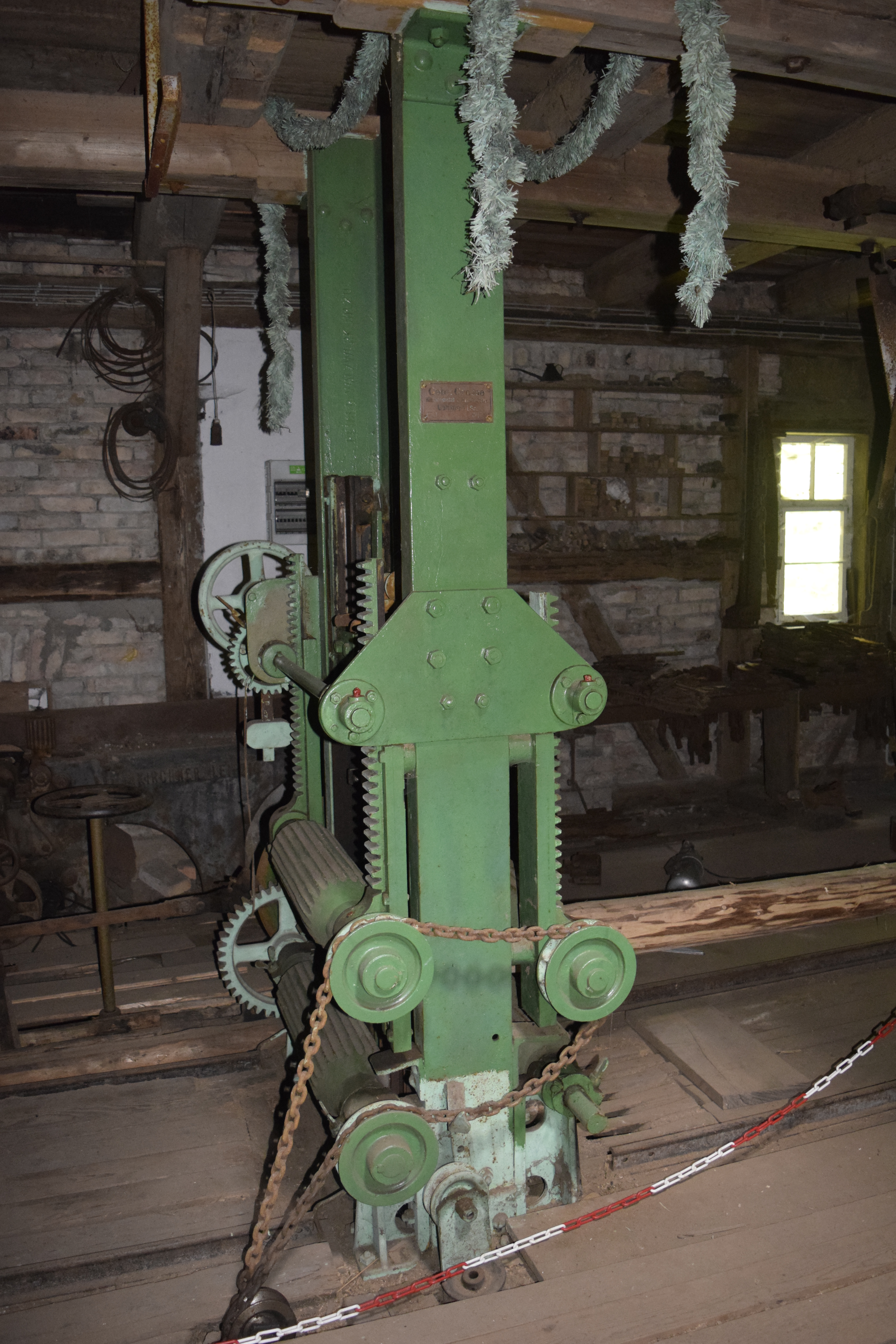
Sägegatter